# Drepanosticta psygma
Drepanosticta psygma – gatunek ważki z rodziny Platystictidae.